# Palaeaspilates albiannularia
Palaeaspilates albiannularia är en fjärilsart som beskrevs av W. Warren 1896. Palaeaspilates albiannularia ingår i släktet Palaeaspilates och familjen mätare. Inga underarter finns listade i Catalogue of Life.